# Derbyshire (circonscription du Parlement européen)
Pour les articles homonymes, voir Derbyshire (homonymie).
Avant l’adoption uniforme de la représentation proportionnelle en 1999, le Royaume-Uni utilisait le système uninominal à un tour pour les élections européennes en Angleterre, en Écosse et au pays de Galles. Les conscriptions du Parlement européen utilisées dans ce système étaient plus petites que les circonscriptions régionales les plus récentes et ne comptaient chacune qu'un seul membre au Parlement européen. La circonscription du Derbyshire en faisait partie.

## Limites
Lors de sa création en 1979, il se composait des circonscriptions du Parlement de Westminster de Belper, Bolsover, Derby North, Derby South, Derbyshire South East, Derbyshire West, High Peak et Ilkeston. De 1984 jusqu'à son abolition, il s'est composé d'Amber Valley; Ashfield; Bolsover; Derby North; Derby South; Derbyshire West; Erewash; and High Peak.

## Membre du Parlement européen
| Élection | Élection | Portrait               | Membre                 | Parti                  |
| -------- | -------- | ---------------------- | ---------------------- | ---------------------- |
|          | 1979     |                        | Geoff Hoon             | Travailliste           |
| 1994     | 1994     | circonscription abolie | circonscription abolie | circonscription abolie |